# Via Clòdia
Via Clòdia (llatí Via Clodia) va ser el nom d'una via romana que s'iniciava com una bifurcació de la via Càssia a unes 10 milles de la ciutat de Roma.
No se sap quan es va construir tot i que és del temps de la República i com era costum portava el nom del seu constructor, un personatge anomenat Clodi. Només es coneix el seu nom per inscripcions de l'època imperial i pels Itinerarium que es conserven. Els Itineraris consideren la via Clòdia com la carretera principal, i la via Càssia n'era un ramal. Però Ciceró diu que la ruta principal passava per la via Càssia i la Clòdia només n'era una branca.
Passava per Sabate (Bracciano) i discorria en paral·lel a la via Càsia. Creuava Blera, Tuscània i Satúrnia, i sembla que arribava fins a Sena Julia (Siena).
Les estacions per on passava la via es donen de manera confusa a la Taula de Peutinger: 
- Ad Sextum
- Careiae (Galera)
- Ad Novas
- Sabate (Bracciano)
- Forum Clodii
- Blera (Bieda)
- Marta (Ad Martam fluvium)
- Tuscania (Toscanella)
- Maternum (Farnese?)
- Saturnia (Satúrnia).

L'Itinerari d'Antoní no detalla la ruta i diu simplement: "de Roma a Forum Clodii vint-i-una mil passes".